# Raddestorf
Raddestorf is een gemeente in de Duitse deelstaat Nedersaksen. De gemeente maakt deel uit van de Samtgemeinde Uchte in het Landkreis Nienburg/Weser.
Raddestorf telt 1.835 inwoners. (Per 31 december 2020: 1.835 inwoners).

## Plaatsen in de gemeente
Dierstorf, Glissen, Gräsebilde, Halle, Harrienstedt, Huddestorf, Jenhorst, Kalteschale, Kleinenheerse, Kreuzkrug, Raddestorf en Westenfeld
Door Raddesdorf loopt de Bundesstraße 215 van Petershagen naar Stolzenau.

## Bezienswaardigheden
- Enige oude molens, met name de uit 1837 daterende watermolen van Raddestorf- Harrienstedt, die nog maalvaardig is.

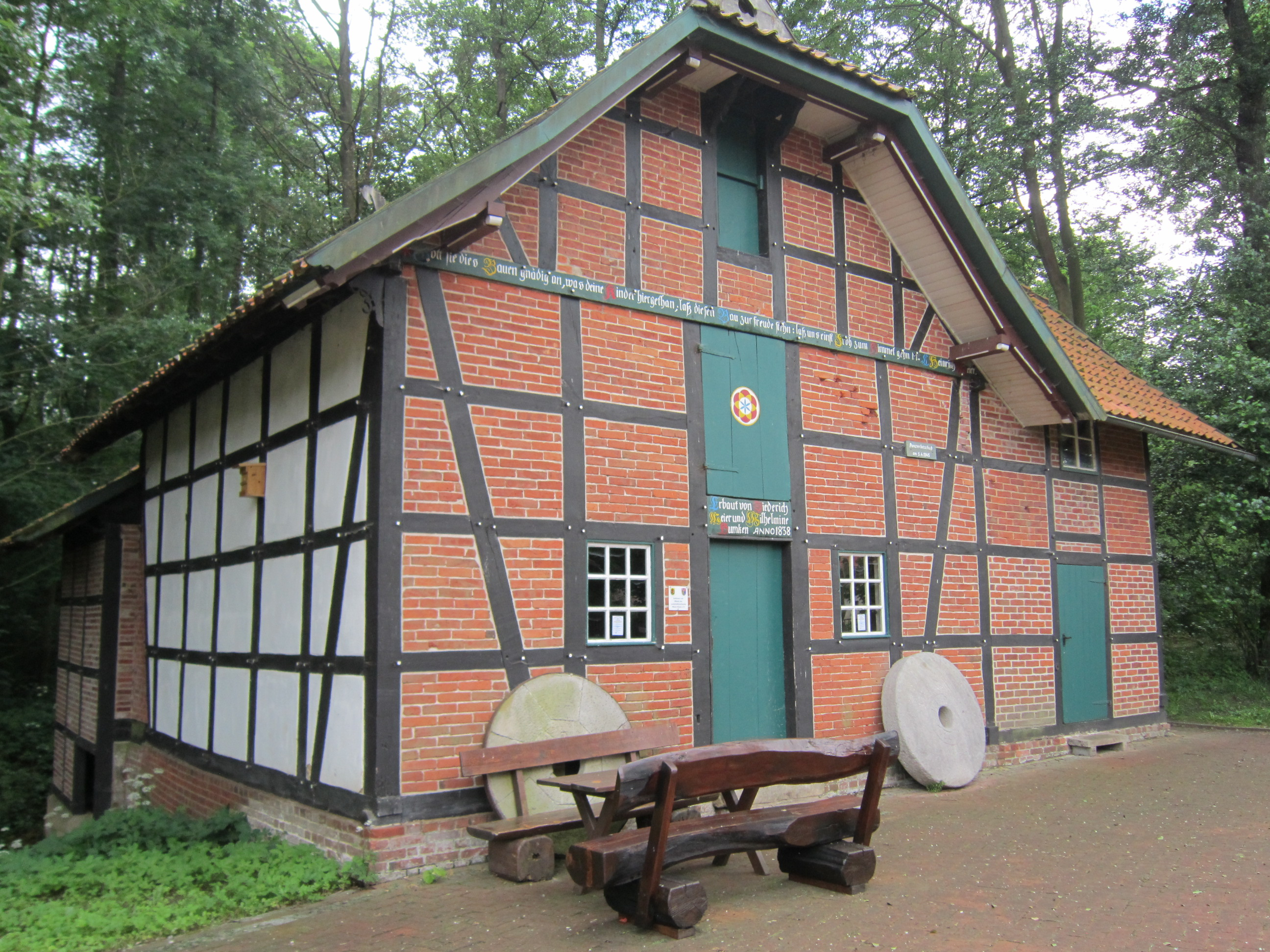
Watermolen van Harrienstedt

Zie voor meer informatie onder Samtgemeinde Uchte.
- Gemeinsame Normdatei: 4526095-3
- Library of Congress Control Number: n00027700
- Nationale Bibliotheek van Israël: 987007480121205171
- Virtual International Authority File: 131310695
- WorldCat: E39PCjvMpfhXtrQwyf9FJ3vRw3

Balge · 
Binnen · 
Bücken · 
Diepenau · 
Drakenburg · 
Estorf · 
Eystrup · 
Gandesbergen · 
Hämelhausen · 
Haßbergen · 
Hassel (Weser) · 
Heemsen · 
Hilgermissen · 
Hoya · 
Hoyerhagen · 
Husum · 
Landesbergen · 
Leese · 
Liebenau · 
Linsburg · 
Marklohe · 
Nienburg/Weser · 
Pennigsehl · 
Raddestorf · 
Rehburg-Loccum · 
Rodewald · 
Rohrsen · 
Schweringen · 
Steimbke · 
Steyerberg · 
Stöckse · 
Stolzenau · 
Uchte · 
Warmsen · 
Warpe · 
Wietzen